# Licania obtusifolia
Licania obtusifolia là một loài thực vật có hoa trong họ Cám. Loài này được Fritsch mô tả khoa học đầu tiên năm 1889.